# La Victoire sinon rien : Arsenal
La Victoire sinon rien : Arsenal (anglais : All or Nothing: Arsenal) est un documentaire sportif diffusé par Amazon Prime Video, partie intégrante de la série La Victoire sinon rien. Au fil des épisodes, les spectateurs peuvent suivre l'équipe d'Arsenal, évoluant en première division anglaise durant la saison 2021-2022, durant laquelle elle a été la plus jeune équipe du championnat,. 
La série est produite par 72 films, et narrée par l'acteur Daniel Kaluuya (récompensé aux Oscars et aux BAFTA) qui a grandi à Londres, un fan inconditionnel du club,. Les trois premiers épisodes sont diffusés le 4 août 2022, et le reste de la série a été diffusé entre le 11 et le 18 août 2022.

## Production
Au cours de la saison 2016-2017, Arsène Wenger gagne la FA Cup pour sa 7e fois (record du manager le plus titré de la compétition) faisant monter le total de victoires d'Arsenal en FA Cup à 13 (record du club ayant le plus de succès dans cette compétition). Il ne réussira en revanche pas à qualifier le club en ligue des champions pour la 20e année consécutive, finissant ainsi 5e du championnat. Après une saison encore moins satisfaisante l'année suivante, Wenger quitte le club le 18 mai 2018 après 22 ans de succès sans équivalence dans l'histoire du club.